# Bílý Kůň

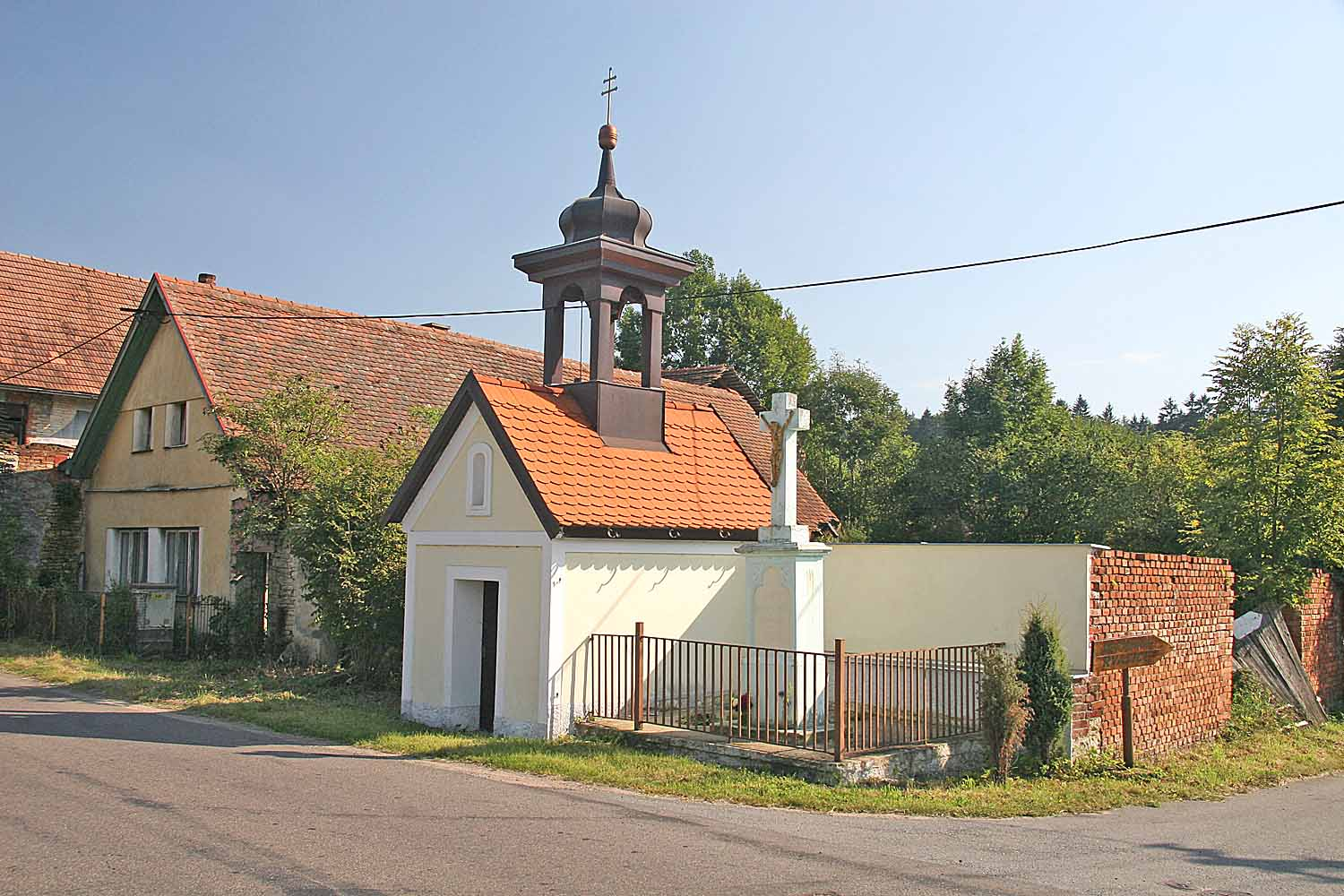
Kapelle und Kruzifix

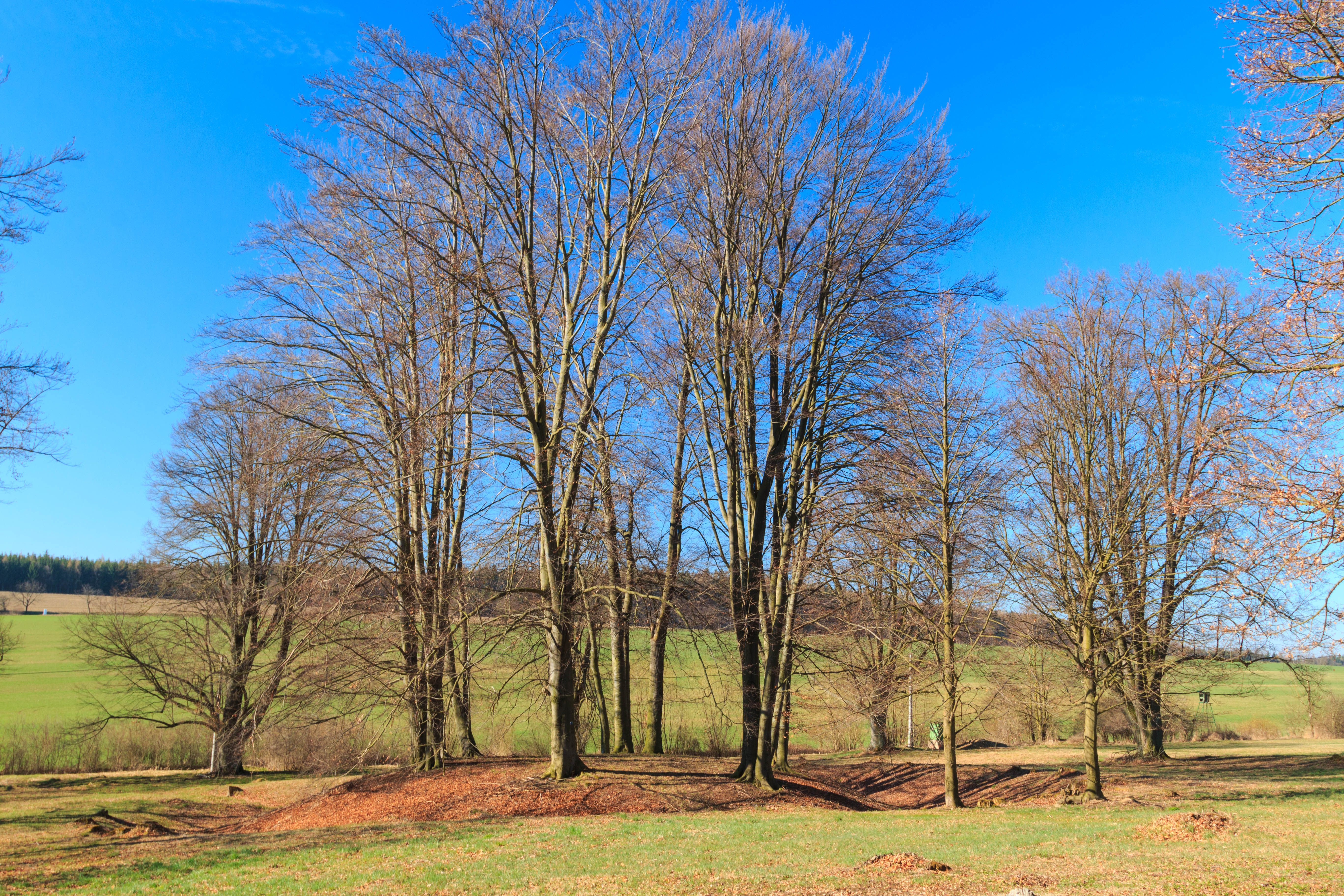
Burgstall Žižkův stůl

Bílý Kůň (deutsch Weißrössel) ist ein Ortsteil der Gemeinde Střemošice in Tschechien. Sie liegt drei Kilometer südöstlich von Luže und gehört zum Okres Chrudim.

## Geographie
Bílý Kůň befindet sich in der Novohradská stupňovina (Neuschlosser Stufenland). Das Dorf liegt beiderseits des Baches Střemošický potok kurz vor dessen Einmündung in die Novohradka. Durch den Ort verläuft die Staatsstraße II/356 zwischen  Luže und Nové Hrady. Nördlich erhebt sich der Farářství (445 m n.m.), im Südwesten der V Paletíně (377 m n.m.) und im Nordwesten die Klapalka (380 m n.m.). Anderthalb Kilometer westlich von Bílý Kůň mündet die Krounka in die Novohradka. Gegen Süden erstreckt sich der Naturpark Údolí Krounky a Novohradky.
Nachbarorte sind Domanice und Střemošice im Norden, Pustina und Zádolí im Nordosten, Libecina, Habřiny, Dvořiště und Doubravice im Osten, Leština, Podchlum, Chlum und Rvasice im Südosten, Drahoš, U Prokopů und Rabouň im Süden, Doly, Štěpánov und Nová Ves im Südwesten, Janovičky, Tišina und Košumberk im Westen sowie Chlumek, Luže und Voletice im Nordwesten.

## Geschichte
Die erste urkundliche Erwähnung von Bílý Kůň erfolgte im Jahre 1720. Die Ansiedlung entstand an einer Furt des Handelsweges von Luže nach Litomyšl durch den Střemošický potok. Der Legende nach soll an dem Platz ein Mitstreiter des Hussitenführers Jan Žižka seine letzte Ruhestätte gefunden haben; wahrscheinlicher ist aber die Ableitung von einem Wirtshaus "Weißes Roß" (Bílý kůň). Die Ansiedlung war zwischen zwei Herrschaften geteilt; die Häuser links des Baches gehörten zur Herrschaft Hrochow-Teinitz, die gegenüberliegende Seite zur Herrschaft Koschumberg.
Im Jahre 1835 bestand das im Chrudimer Kreis gelegene Dorf Weiß-Rössel bzw. Bjly Kuň aus 28 Häusern, in denen 235 Personen lebten. Davon gehörten 15 Häuser mit 126 Einwohnern zum Gut Koschumberg und waren auch zum gleichnamigen Dorf konskribiert. Zum Hrochow-Teinitzer Anteil gehörten ein Wirtshaus und eine Mühle. Der Koschumberger Anteil war nach Lusche, der Hrochow-Teinitzer nach Řepnik eingepfarrt. Bis zur Mitte des 19. Jahrhunderts blieb Weiß-Rössel zwischen den Allodialherrschaft Hrochow-Teinitz und Koschumberg geteilt.
Nach der Aufhebung der Patrimonialherrschaften gehörte Bílý Kůň  anteilig zu den Gemeinden Střemošice bzw. Košumberk im Gerichtsbezirk Hohenmauth. Ab 1868 gehörte das Dorf zum politischen Bezirk Hohenmauth. Der aus 21 Häusern mit 69 Einwohnern bestehende Koschumberger Anteil wurde am 1. Januar 1953 nach Střemošice umgemeindet. Im Zuge der Gemeindegebietsreform von 1960 wurde der Okres Vysoké Mýto aufgehoben; Bílý Kůň wurde dem Okres Chrudim zugeordnet.

## Gemeindegliederung
Der Ortsteil Bílý Kůň ist Teil des Katastralbezirkes Střemošice. Zu Bílý Kůň gehört die Einschicht U Prokopů.

## Sehenswürdigkeiten
- Kapelle und Kruzifix
- Burgstall Žižkův stůl bei Bílý Kůň, auf der Kuppe stand eine vom Kloster Podlažice errichtete Feste. Während der Hussitenkriege lagerten die Truppen von Jan Žižka einige Zeit an dem Platz. Der Name Žižka-Tisch rührt von einem großen platten Stein.